# Казинка (Єлецький район)
Казинка (рос. Казинка) — село в Єлецькому районі Липецької області Росії. Входить до складу Лавського сільського поселення.
Населення — 1532 особи (2010).
Розташоване на правому березі річки Бистра Сосна.
Походження назви виводять від російського вислову рос. казистое место — гарне місце.